# Чокирлешть
Чокирлешть, Чокирлешті (рум. Ciocârlești) — село у повіті Ясси в Румунії. Входить до складу комуни Скинтея.
Село розташоване на відстані 299 км на північ від Бухареста, 25 км на південь від Ясс.

## Населення
За даними перепису населення 2002 року у селі проживали 270 осіб, усі — румуни. Усі жителі села рідною мовою назвали румунську.